# Anomalon ohharai
Anomalon ohharai là một loài tò vò trong họ Ichneumonidae.